# Drapeau du Canada
Vous lisez un « bon article » labellisé en 2012.
Cet article concerne le drapeau national du Canada. Pour les autres drapeaux canadiens, voir liste des drapeaux canadiens.

Le pavillon de guerre (Marine royale)

Le drapeau du Canada, surnommé l’Unifolié (ou The Maple Leaf Flag en anglais, littéralement « le drapeau à la feuille d'érable ») est le drapeau national et le pavillon national du Canada. C'est un drapeau rouge portant dans un carré blanc une feuille rouge d'érable stylisée à onze pointes. Adopté en 1965, il est le premier drapeau national officiellement adopté au Canada pour remplacer l’Union Flag.
Le Red Ensign canadien était utilisé de manière informelle depuis 1868 et est approuvé en 1945 par un décret en conseil pour « toutes les occasions ou les lieux où il peut être souhaitable de faire voler un drapeau canadien distinctif »,. En 1964, le premier ministre Lester B. Pearson forme un comité de 15 personnes pour choisir un drapeau. La controverse éclate lorsqu'il s'agit de choisir entre les trois projets soumis au comité. Le dessin de George Stanley et de John Matheson basé sur le drapeau du Collège militaire royal est finalement sélectionné ; la réalisation graphique en est effectuée par Jacques Saint-Cyr. Le drapeau fait sa première apparition le 15 février 1965 et cette date est aujourd'hui célébrée comme le « jour du drapeau ».
Beaucoup d'autres drapeaux différents ont été créés pour être utilisés par des fonctionnaires canadiens, des organismes gouvernementaux et des forces militaires. La plupart de ces drapeaux arborent le motif de la feuille d'érable. L'Union Flag est également un drapeau officiel au Canada qui est utilisé pour symboliser la royauté.

## Description

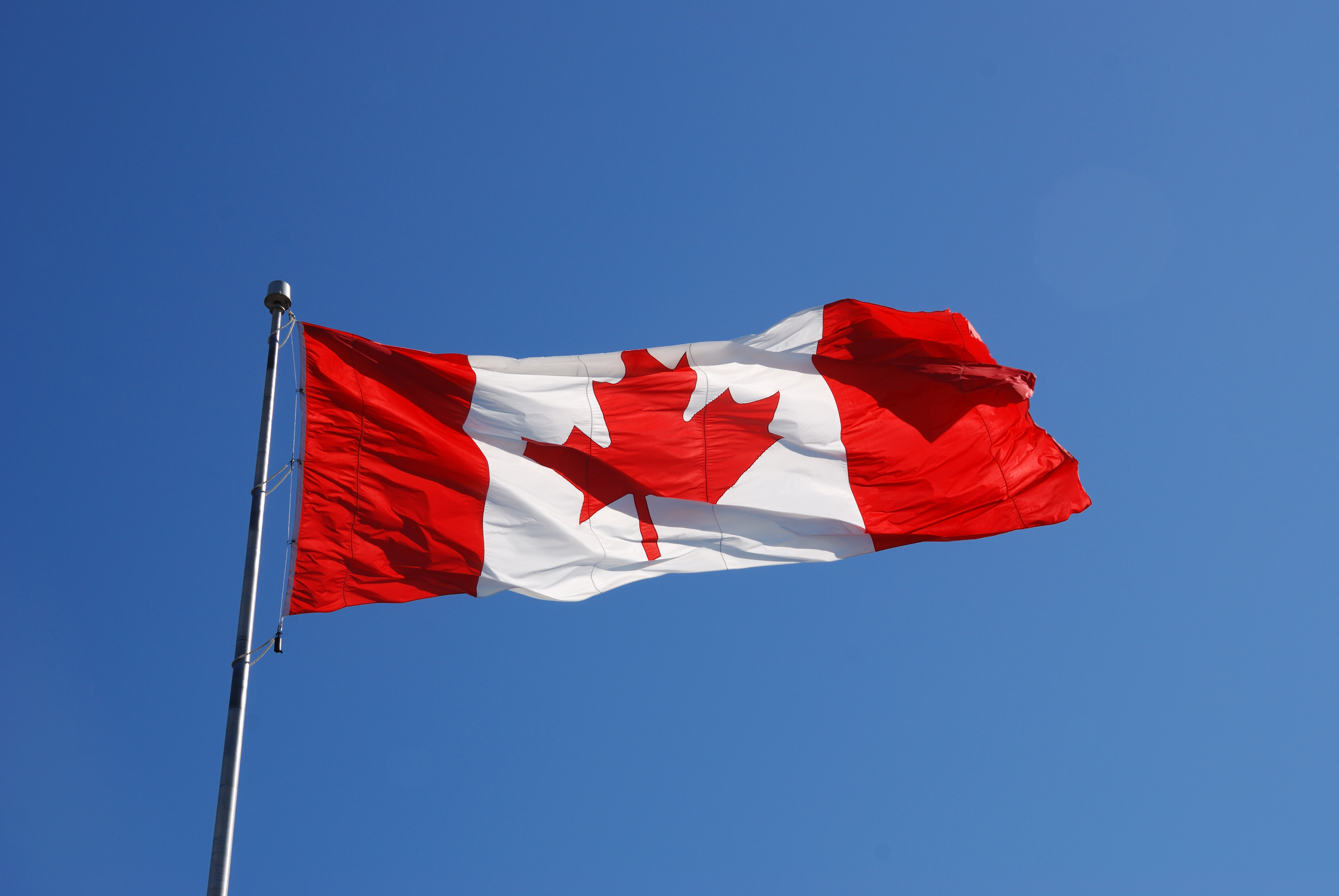
Drapeau du Canada.

La description officielle du dessin, tirée de la Proclamation royale de 1965, détaille l'emblème comme « un drapeau rouge dont les proportions sont de deux de longueur sur un de largeur, à carré blanc au centre, haut de la largeur accolée à la hampe et portant une seule feuille d’érable rouge. » Selon cette description, la largeur de chacune des bandes rouges est donc de la moitié de celle du carré blanc. Même si la Proclamation ne fait pas état du type de feuille d'érable à utiliser, le dessin officiel montre une feuille à 11 pointes. Toujours selon la Proclamation, le drapeau est également décrit par un blason : « en termes d'héraldique, de gueules, au pal canadien d’argent, chargé d’une feuille d’érable du premier. » Le blason a été enregistré par l'Autorité héraldique du Canada le 15 mars 2005.
La feuille d'érable a servi de symbole célébrant la nature et l'environnement du Canada depuis le XVIIIe siècle. Le nombre de pointes de la feuille n'a aucune signification. Le nombre et l'arrangement des pointes de la feuille ont été choisis après des tests en soufflerie ayant montré que le dessin actuel était le moins indistinct en cas de fort vent. La feuille d'érable sur le drapeau a été dessinée par Jacques Saint-Cyr. En 1921, le roi George V proclama que les couleurs officielles du Canada seraient le rouge de la croix de saint Georges et le blanc de l'emblème royal français depuis Charles VII.
Le ministère du Patrimoine canadien précise les couleurs d'encre à utiliser pour l'impression du drapeau canadien en conformité avec les normes du programme de coordination de l'image de marque :
- FIP red : General Printing Ink, No. 0-712;
- Inmont Canada Ltd., No. 4T51577;
- Monarch Inks, No. 62539/0
- Rieger Inks, No. 25564
- Sinclair and Valentine, No. RL163929/0.

Pour les impressions, la couleur rouge, (0, 100, 100, 0) dans le processus quadrichromique, ou PMS 032 (PMS 485 pour une visualisation sur écrans) dans le nuancier de couleurs de Pantone peuvent être employées dans les reproductions du drapeau.
Pour le drapeau en tissu, la loi sur les normes de fabrication du drapeau national du Canada est votée en 1984 pour unifier les standards utilisés pour faire flotter le drapeau en intérieur ou en extérieur. Les couleurs, le rouge et même le blanc, sont définies dans les espaces colorimétriques CIE xyY et L*a*b*, sous un illuminant D65,.
| Couleur | ● Blanc       | ● Rouge     |
| ------- | ------------- | ----------- |
| HTML    | #FFFFFF       | #ED1C24     |
| RVB     | 255, 255, 255 | 237, 28, 36 |
| CMJN    | 0-0-0-0       | 0-100-100-0 |

| Couleur | ● Blanc | ● Rouge |
| ------- | ------- | ------- |
| HTML    | #FFFFFF | #DA291C |
| Pantone | White   | Red 485 |

| Couleur | ● Blanc | ● Rouge |
| ------- | ------- | ------- |
| HTML    | #FFFFFF | #EF3340 |
| Pantone | White   | Red 032 |

| Couleur    | ● Blanc              | ● Rouge               |
| ---------- | -------------------- | --------------------- |
| CIE L*a*b* | 90,78 − 0,50 − 7,97  | 36,93 − 55,61 − 28,98 |
| CIE xyY    | 0,328 − 0,344 − 78,0 | 0,576 − 0,315 − 9,5   |

## Histoire

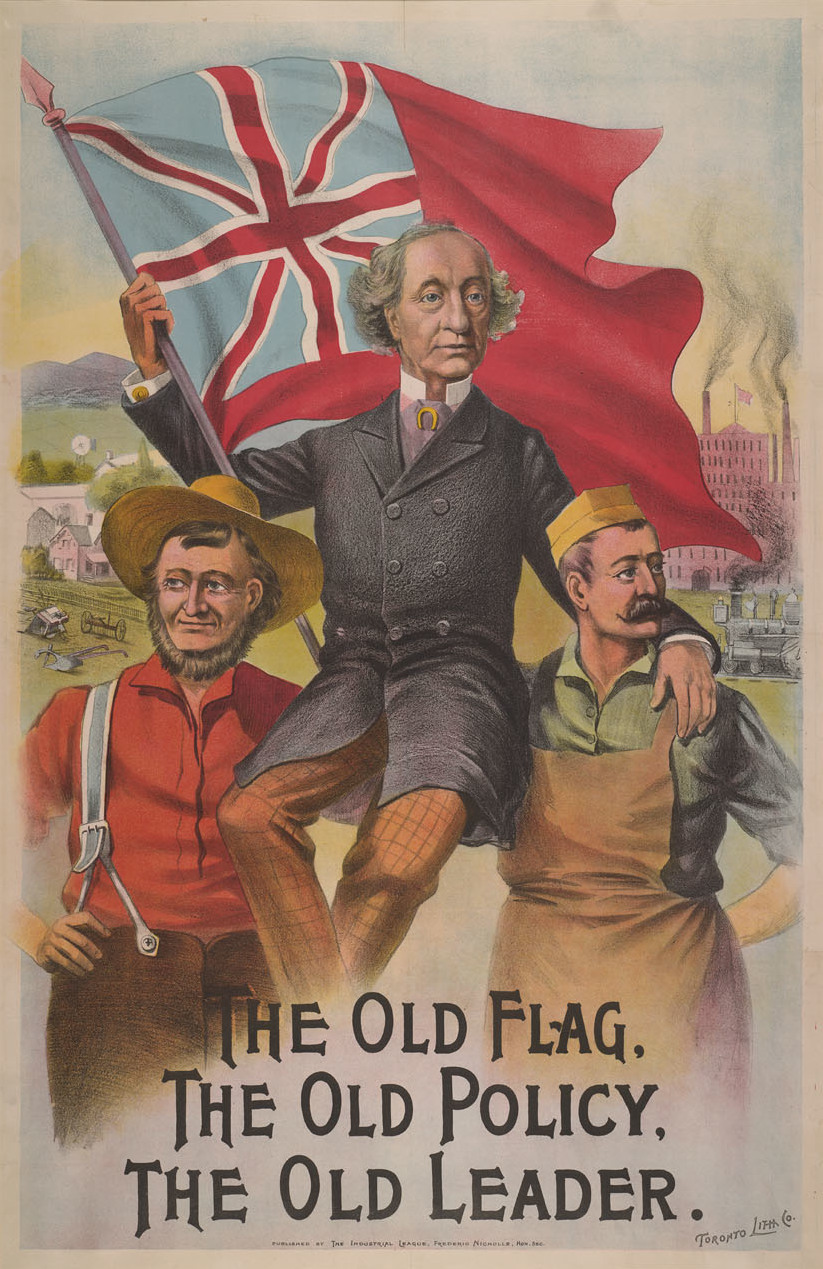
Affiche du Parti conservateur pour l'élection de 1891, avec John A. Macdonald et un Red Ensign sans armoiries.

La proposition du comité de 1946.

Peu après la création de la Confédération canadienne en 1867, le besoin émerge d'un drapeau canadien distinctif. Le premier drapeau canadien fut celui du gouverneur général du Canada, un Union Flag avec en son centre un blason portant les armes de l'Ontario, du Québec, de la Nouvelle-Écosse et du Nouveau-Brunswick entourées d'une couronne de feuilles d'érable. En 1870, le Red Ensign, avec le blason canadien composite sur le côté commença à être utilisé non officiellement sur terre et sur mer sous le nom de Red Ensign canadien. Avec l'entrée de nouvelles provinces dans la Confédération, leurs armes furent intégrées au blason. En 1892, l'amirauté approuva l'utilisation du Red Ensign pour l'usage maritime du Canada. Le blason composite fut remplacé par les armoiries du Canada lors de leur adoption en 1921 et en 1924, un décret en conseil approuva son usage pour les bâtiments gouvernementaux canadiens à l'étranger. En 1925, le premier ministre William Lyon Mackenzie King établit un comité pour concevoir un drapeau destiné à être utilisé au Canada, mais le gouvernement fut dissous avant la rédaction d'un rapport final. Malgré l'échec du comité à résoudre la question, le public des années 1920 souhaitait qu'une réponse soit apportée au problème du drapeau canadien.
Durant la Seconde Guerre mondiale, le Red Ensign était le drapeau des troupes canadiennes déployées sur les fronts tandis que le Red Ensign canadien était le drapeau national à l'intérieur et à l'extérieur du Canada. Un comité mixte de la Chambre et du Sénat est créé le 8 novembre 1945 pour proposer un drapeau national. Le 9 mai 1946, 2 695 dessins ayant été proposés, le comité rédige un rapport indiquant que le « drapeau national du Canada devrait être le Red Ensign canadien avec une feuille d'érable dorée entourée de blanc sur le côté droit ». L'Assemblée législative du Québec, cependant, avait fait pression pour que le drapeau ne comporte pas de symboles étrangers, tel l'Union Flag ; le premier ministre Mackenzie King rejeta les propositions du rapport et le Canadian Red Ensign resta en usage,,.
Cependant, le débat s'intensifie dans les années 1960 et devient un sujet de controverses. En 1963, le gouvernement de minorité libéral de Lester B. Pearson décide d'adopter un drapeau canadien officiel à la suite d'un débat parlementaire. Le premier ministre Lester Pearson avait été un négociateur important durant la crise du canal de Suez de 1956 et avait reçu le prix Nobel de la paix pour ses efforts. Durant la crise, Pearson avait été gêné par le fait que le gouvernement égyptien ait refusé l'entrée des casques bleus canadiens en raison du fait que le drapeau canadien de l'époque — le Red Ensign— contenait le même symbole (l'Union Flag) utilisé comme drapeau par le Royaume-Uni, l'un des belligérants. L'objectif de Pearson était de créer un drapeau canadien distinctif et sans ambiguïté. Le principal opposant au changement était le chef de l'opposition et ancien premier ministre John Diefenbaker, qui en fait finalement le sujet d'une croisade personnelle.
Pearson était à la tête d'un gouvernement minoritaire et risquait de perdre le pouvoir sur la question ; cependant, il savait que le Red Ensign avec l'Union Jack était impopulaire au Québec et cette province était un bastion des libéraux tandis que le Red Ensign était privilégié par les Anglo-Canadiens. Le 27 mai 1964, le gouvernement libéral de Pearson introduit une proposition à la Chambre des communes pour faire adopter son dessin préféré : un drapeau avec des bords bleus et trois feuilles d'érable réunies par leurs tiges sur un fond blanc. Cette proposition entraîne des semaines de débats intenses au parlement et le dessin est appelé « fanion de Pearson ». Diefenbaker exige la tenue d'un référendum sur la question du drapeau, mais Pearson forme un comité parlementaire de 15 membres pour choisir le nouveau drapeau.
À la suite d'une période d'étude et de nombreuses manœuvres politiques, le comité choisit le dessin actuel créé par George Stanley et inspiré du drapeau du Collège militaire royal du Canada à Kingston, en Ontario. Le dessin est unanimement approuvé par le comité le 29 novembre 1964 et la Chambre des communes l'adopte à la majorité le 15 décembre 1964. Le Sénat vote son adoption deux jours plus tard.
Élisabeth II, reine du Canada, proclame le nouveau drapeau le 28 janvier 1965. Il est présenté le 15 février lors d'une cérémonie officielle organisée sur la colline du Parlement à Ottawa en présence du gouverneur général, Georges Vanier, du premier ministre, des membres du Cabinet et des parlementaires canadiens. Cette date correspond au 126e anniversaire de la pendaison des patriotes où 12 rebelles défendant la souveraineté de la nation canadienne-française ont été reconnus coupables de trahison, la date ayant été choisie pour réprimer les idées indépendantistes qui faisait alors leur retour au Québec. Le Red Ensign est baissé à midi et le nouveau drapeau avec la feuille d'érable est hissé à la place. La foule entonne le Ô Canada puis God Save the Queen. Maurice Bourget, président du Sénat, déclare : « Le drapeau est le symbole de l'unité nationale car il représente, sans aucun doute, tous les citoyens du Canada sans distinction de race, de langue, de croyance ou d'opinion ». Pour les célébrations du centenaire de 1967, le gouvernement canadien utilisa un drapeau portant les armoiries du Canada (dont le blason était utilisé sur le Red Ensign) sur un fond rouge.
| Dessin officiel | Description                      | Période de service                 | Durée de service en années |
| --------------- | -------------------------------- | ---------------------------------- | -------------------------- |
|                 | Red Ensign avec les armoiries    | 26 mai 1868 - 20 novembre 1921     | 53 ans                     |
|                 | Red Ensign avec les armoiries    | 21 novembre 1921 – 25 janvier 1957 | 35 ans                     |
|                 | Red Ensign avec les armoiries    | 26 janvier 1957 – 14 février 1965  | 7 ans                      |
|                 | Drapeau avec la feuille d'érable | 15 février 1965 – aujourd'hui      | 60 ans                     |

## Autres drapeaux
En tant que symbole de l'appartenance de la nation au Commonwealth, l'Union Flag reste un drapeau officiel au Canada et il flotte à certaines occasions. Les consignes fédérales demandent que l'Union Flag flotte aux côtés de l'Unifolié, sur un mât séparé lorsque cela est possible, le jour du Commonwealth (le deuxième lundi de mars), le jour de la fête de la reine (qui est l'anniversaire officiel de la reine du Canada) et le jour anniversaire du Statut de Westminster (11 décembre). L'Union Flag peut également flotter sur le monument commémoratif de guerre du Canada et aux autres emplacements commémorant l'engagement des forces canadiennes au sein du Commonwealth durant les périodes de guerre. L'Unifolié précède toujours l'Union Flag et le second occupe la place d'honneur. L'Union Flag fait également partie des drapeaux de l'Ontario et du Manitoba où il forme le coin supérieur gauche de ces derniers ; une version modifiée est présente sur les drapeaux de la Colombie-Britannique et de Terre-Neuve-et-Labrador. Plusieurs lieutenants-gouverneurs du Canada ont auparavant utilisé une version modifiée de l'Union Flag comme drapeau personnel mais le lieutenant-gouverneur de Nouvelle-Écosse est le seul qui utilise encore ce dessin. L'Union Flag et le Canadian Red Ensign sont toujours utilisés par les groupes de vétérans et par ceux qui mettent en avant l'importance de l'héritage britannique du Canada et son appartenance au Commonwealth.

Le drapeau de la dualité canadienne (non officiel).

Le drapeau des Forces canadiennes.

Le Red Ensign est occasionnellement utilisé, parfois en tant que drapeau officiel, à certaines cérémonies. Il était par exemple utilisé pour les commémorations de la bataille de la crête de Vimy en 2007,. Cette décision reçut les critiques de ceux qui considéraient qu'il ne devrait pas avoir le même statut que le drapeau canadien et les louanges de ceux qui considéraient qu'il était important de conserver des liens avec le passé du Canada,.
Le drapeau de la dualité canadienne est un drapeau non officiel initialement développé pour démontrer l'unité du Canada lors des rassemblements pour le non de la campagne pour le référendum de 1995 au Québec. Le dessin fut choisi pour représenter la population francophone sur le drapeau canadien en ajoutant deux bandes bleues de taille proportionnelle à la population franco-canadienne. Le bleu fut choisi, car il s'agit de la couleur dominante du drapeau du Québec,.
Les drapeaux des forces canadiennes reprennent le drapeau national dans le canton, sur le modèle des drapeaux britanniques portant l'Union Flag. L'utilisation de ces drapeaux est complémentaire avec ceux des unités militaires qui peuvent avoir leur propre drapeau ou le drapeau national en tant que « couleurs ».

## Protocole

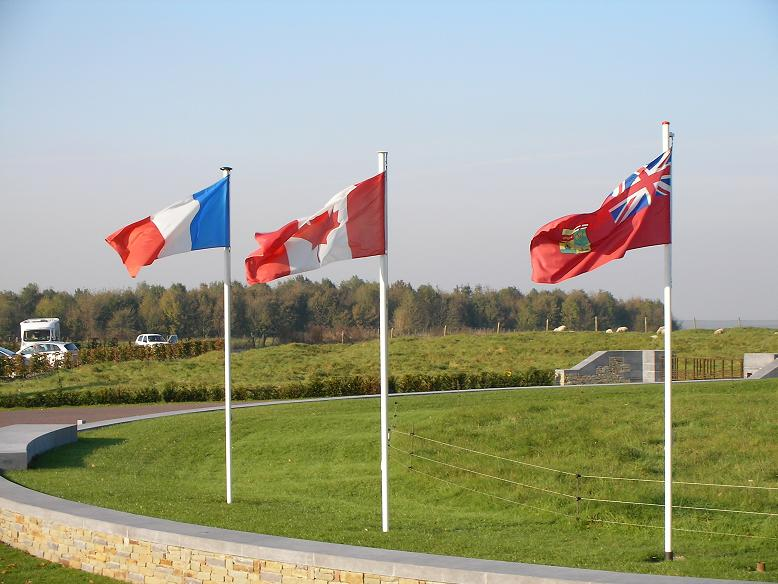
Le drapeau canadien aux côtés du drapeau français (à gauche) et du Red Ensign canadien (à droite) au mémorial de Vimy.

Étapes du pliage du drapeau.

Officiellement, aucune loi ne dicte le bon usage du drapeau canadien. Cependant, le ministère du Patrimoine a publié un guide sur la manière de positionner le drapeau seul et par rapport à d'autres drapeaux. Le guide spécifie l'ordre de préférence dans lequel le drapeau canadien est placé, où il peut être utilisé et la manière d'honorer le drapeau. Les suggestions intitulées l'étiquette du drapeau au Canada sont publiées par le ministère du Patrimoine sous forme de livres ou sur Internet et la dernière version date d'avril 2003. Le drapeau peut être déployé en toute circonstance sur les bâtiments du gouvernement du Canada, dans les aéroports, les bases militaires et les missions diplomatiques de même que par les citoyens sans restrictions. Le drapeau doit posséder son propre mât et ne doit pas être inférieur à d'autres drapeaux sauf, en ordre descendant, ceux de l'étendard royal du roi, du drapeaux vice-royaux du Canada, de tous les étendards des membres de la famille royale canadienne ou des drapeaux des lieutenants-gouverneurs.
Le drapeau canadien est mis en berne pour les périodes de deuil qui interviennent par exemple lors du décès du souverain ou du premier ministre. Un protocole spécial existe pour plier le drapeau lors des cérémonies officielles, il est d'abord plié en quatre dans le sens de la longueur puis en huit dans le sens de la largeur. Ces directives ne sont cependant pas appliquées en dehors des présentations officielles, le drapeau est alors plié simplement.

## Promotion du drapeau

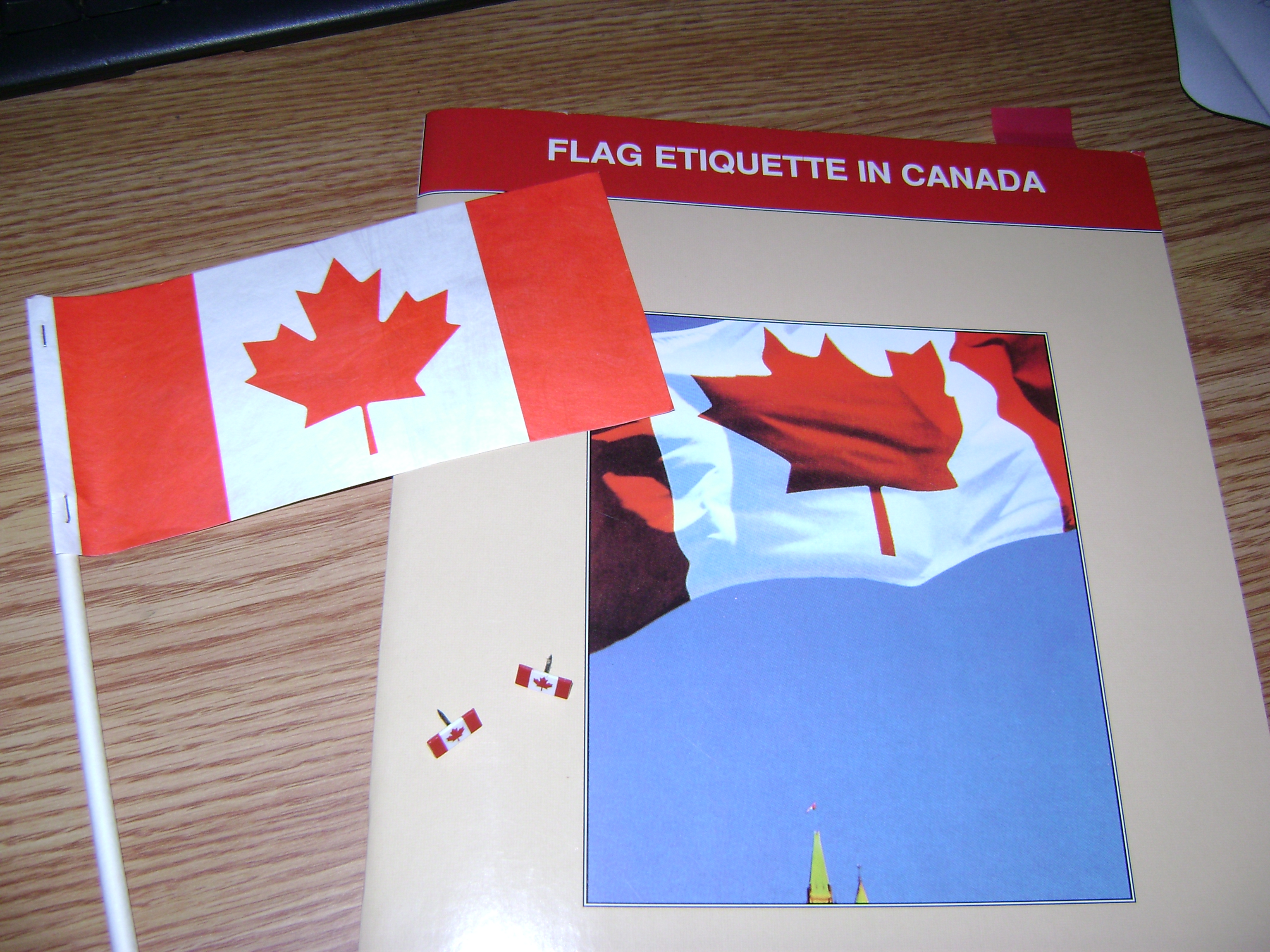
Quelques éléments du Programme des drapeaux aux parlementaires.

Depuis l'adoption du drapeau canadien en 1965, le gouvernement canadien a soutenu divers programmes pour le promouvoir comme le « Programme des drapeaux aux parlementaires » du ministère du Patrimoine canadien et le programme financé par le ministère des Travaux publics. Ces programmes accrurent la visibilité du drapeau et l'idée qu'il fait partie intégrante de l'identité nationale. Pour accroître la popularité du nouveau drapeau, le Programme des drapeaux aux parlementaires fut mis en place en décembre 1972 par le Cabinet. L'objectif de ce programme autorise les membres de la Chambre des communes à distribuer des drapeaux et des broches aux couleurs du drapeau national à leurs électeurs. Le programme existe et se poursuit depuis 1973. Les drapeaux flottant sur la tour de la Paix et sur les bâtiments à l'est et l'ouest de la colline du Parlement sont conditionnés par le ministère des Travaux publics et peuvent être obtenus gratuitement. Cependant, la période d'attente est de plus de 100 ans pour obtenir l'un de ces drapeaux.
Depuis 1996, le 15 février est le Jour du drapeau national du Canada. En 1996, la ministre du Patrimoine canadien, Sheila Copps, lança la distribution d'un million de drapeaux. Ce programme devait permettre de fournir un million d'exemplaires de l'Unifolié aux Canadiens pour le jour du drapeau de 1997. Le programme fut critiqué, car il coûta 15 millions de dollars et l'objectif de promouvoir l'unité du Canada après le référendum de 1995 sur la souveraineté du Québec n'est pas non plus atteint : seuls 12 % des drapeaux ont été distribués à des Québécois,, qui représentent 22 % de la population.